# Srirangam

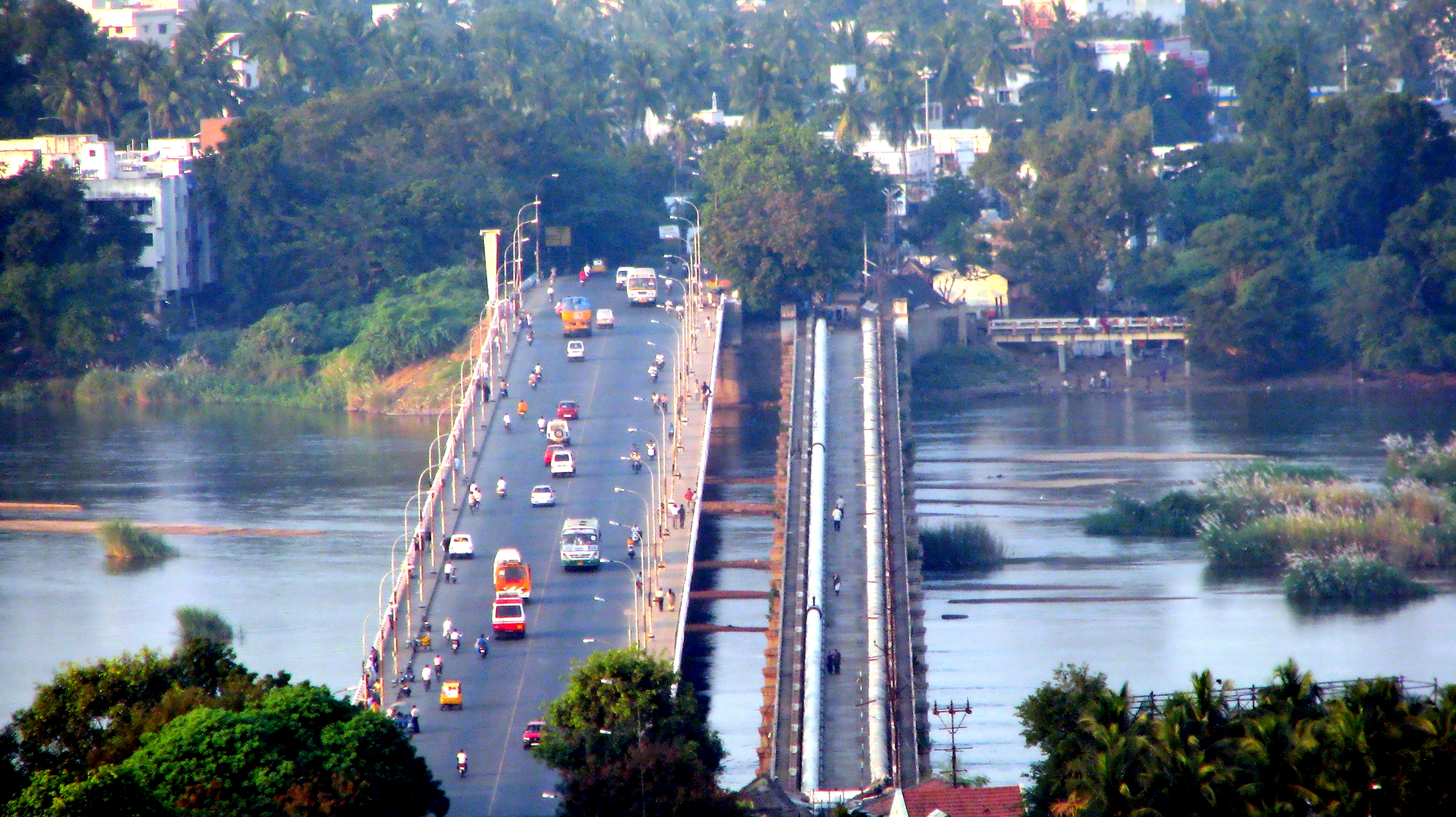
Il ponte sul fiume Kaveri che conduce da Tiruchirappalli all'isola di Sirangam.

Srirangam è, oggi, la parte insulare della città di Tiruchirappalli in Tamil Nadu, a cui è stata inglobata; ma originariamente si trattava di una cittadella templare distinta. Si trova all'incrocio tra il fiume Kaveri e il suo affluente Kollidam e l'attrazione principale è costituita dal grande tempio della setta che si rifà al Vaishnavismo.
Il luogo è sede frequente di festival e pellegrinaggi, oltre ad essere una meta accreditata del turismo nel Tamil Nadu.

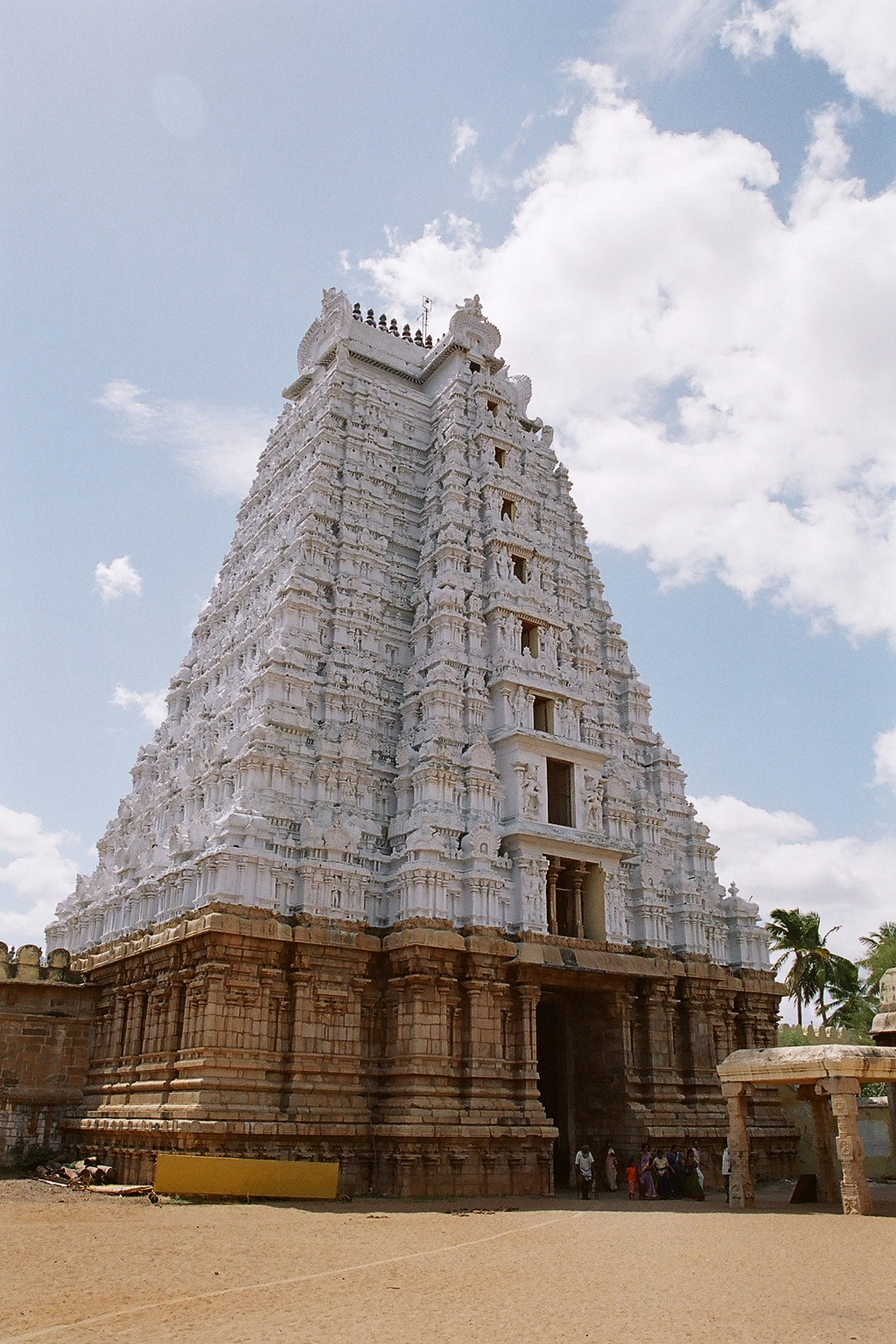
L'alto gopura bianco del tempio di Srirangam.